# Naranjito (maskota)
Naranjito je bila uradna maskota Svetovnega prvenstva v nogometu 1982. Predstavlja pomarančo, tipično sadje za območje Valencije, oblečeno v opravo španske nogometne reprezentance ter z nogometno žogo v levi roki. Naranjito je do danes edina maskota, ki so jo ustvarili iz sadja. 

## Zgodovina
Maskoto je ustvaril oglaševalski agent José María Martín Pacheco iz Seville: 
"Videl sem pomaranče in sem si rekel: "Zakaj ne?" Skušal sem se izogniti biku ali tamburinu za maskoto Svetovnega prvenstva. (...) Jaz in agencija smo dobili milijon pezet; nato je Federacija pravice prodala za 1.400 milijonov."
Čeprav sta tako njegova predstavitev kot maskota prejeli več graj kot pohval, ju je sčasoma sprejelo vedno večje število ljudi. Maskota se je pojavljala v številnih trgovskih artiklih in suvenirjih in je celo nastopala v seriji risank na španski televiziji pod naslovom "Fútbol en acción" ("Nogomet v akciji"). 
Predvsem iz tržnih razlogov je maskota še vedno aktualna, pri generaciji, ki je doživela Svetovno prvenstvo, je postala celo ikonografski motiv.

## Televizija
"Fútbol en accíon" ("Nogomet v akciji") je bil naslov risane serije, ki so jo prvič predvajali leta 1982 na španski RTV. Epizode so trajale 20 minut, največ pozornost je prejel "El Naranjito", uradna maskota Svetovnega prvenstva v nogometu 1982. Serijo je sestavljalo 26 epizod na temo nogometa, pustolovščin in Svetovnega prvenstva 1982. El Naranjita so spremljali tudi ostali liki, npr. njegova izvoljenka Clementina (Klementina), prijatelj Citronio (Limona) in robot Imarchi. Zlobni lik serije je bil Zruspa s svojimi plačanci Kokosi. 